# Programa de comunicaciones
Los programas de comunicaciones son programas de ordenador, componentes de sistemas operativos, e incluso firmware, encargados de realizar las diferentes tareas, para conectar dos o más ordenadores. (velocidad del módem, paridad, etc), o tareas de gestión de red u otras de niveles superiores.
En cuanto se establece la comunicación, los programas de aplicación serán muros.
Cada uno de estos programas realizan tareas adecuadas a su nivel de abstracción en un protocolo de comunicaciones determinado. Cada uno de ellos puede realizar tareas de bajo nivel de configuración del entorno físico de comunicación, (ven los que darán todas las funcionalidades de la comunicación al usuario, como navegadores web, programas de IRC, etc.) 
Durante su funcionamiento la mayoría de los programas de comunicaciones funcionan de forma transparente para el usuario, prestando sus servicios a los niveles internos de la comunicación.